# Echthronomas phormionis
Echthronomas phormionis là một loài tò vò trong họ Ichneumonidae.